# Automeris moresca
Automeris moresca är en fjärilsart som beskrevs av William Schaus 1906. Automeris moresca ingår i släktet Automeris och familjen påfågelsspinnare. Inga underarter finns listade i Catalogue of Life.